# 이정구 (1564년)
이정귀(또는 이정구, 李廷龜, 1564년∼1635년)는 조선의 문신이다. 자는 성징(聖徵), 호는 월사(月沙)·보만당(保晩堂)·치암(癡菴)·추애(秋崖)·습정(習靜), 시호는 문충(文忠), 본관은 연안.

## 생애
조선전기 학자이자 바둑의 대가 연성부원군 이석형의 5세손으로 태어났다.
모친이 해산할 때 범이 문밖에 와 엎드려 있다가 선생이 태어난 뒤에야 돌아갔다. 사람들이 모두 신기해하면서 군자(君子)가 태어나 문명(文明)을 밝힐 상징이라고 여겼다. 1585년(선조 18) 진사가 되고, 1590년(선조 23) 문과에 급제하여 한림에 들어갔다. 임진왜란이 일어나고 선조가 몽진을 떠나기 전날 광해군의 세자책봉을 위해 숙직을 하던 장인 예조판서 권극지가 급서하여 몽진길에서 떨어지게 되었다. 급히 장인의 장례를 치르고 가묘를 쓴 뒤 처자와 자신의 부친, 장모, 처제를 데리고 왕을 쫓아 따라갔다.
명나라 송응창의 요청으로 황신(黃愼) 등과 함께 뽑혀서 경서(經書)를 강의하여 학자로서 존경을 받았다. 그 후에도 자주 중국 사신들을 접대하며 말벗이 되었다. 그가 명에 갔을 때, 그곳 문인들의 요청으로 100여 장의 기행문을 모아 《조선 기행록》이란 책을 만들었다.
1598년 명나라 찬화주사 정응태가 '조선이 왜국을 유인해 명을 침략한다'는 무고를 올려 파란이 일었다. 당시 이 오해를 풀기 위해 조정에서는 정승인 유성룡 등 동인들을 사신으로 보내려 했으나 사태수습에 자신이 없던 유성룡은 이를 고사했다. 이에 서인인 백사 이항복이 정사, 젊은 이정구는 부사, 서기관으로 한호(한석봉)이 뽑혀 명나라로 떠나게 되었다. 월사의 문장력은 이때 빛을 발하는데 정응태의 모함에 맞서 무술변무주(戊戌辨誣奏)를 지어 정응태(丁應泰)를 파직시켰다. 이후 동부승지, 좌부승지, 병조참지, 공조참판, 동지중추부사, 호조참판, 호조판서, 예조판서, 우참찬, 경기도관찰사, 지의금부사, 이조판서 등을 지내면서 선조를 보필했다.
1608년(광해군 즉위) 유영경의 옥사 직후 정운원종공신 1등(定運功臣一等)에 책록되었다. 이후 병조판서, 대제학, 예조판서, 형조판서, 호조판서, 지중추부사로 우빈객, 지춘추관사 등을 겸했다.
1624년 이괄의 난 때 인조를 공주로 모시었으며, 1627년 정묘호란 때 왕을 강화로 모시었고, 화의하자는 의견에 반대하였다. 신흠, 장유, 이식과 더불어 조선 중기 4대 문장가의 한 사람으로 일컬어진다. 벼슬은 우의정을 거쳐 좌의정에 이르렀다.
벼슬이 좌의정에 이르렀음에도 삶은 검소하고 질박했다고 전해진다. 한문학의 대가로 글씨에도 뛰어났으며, 신흠ㆍ장유ㆍ이식과 함께 조선 중기의 4대 문장가로 일컬어진다.
《이정구선생묘 및 삼세신도비》는 경기도 가평군 상면 태봉리에 있다. 1984년 9월 12일 경기도의 기념물 제79호로 지정되었다.

## 대명외교
이정귀는 제술에 재능이 있었던 것으로 보인다. 『宣祖實錄』 권105, 31년 10월 12일 (甲子), 내(이항복) 생각으로는 현재 작문을 잘하는 사람으로 이정구보다 나은 자가 없다. 그의 글을 보건데 마음 속에 있는 뜻을 남김없이 표현하는데 곡진하고 간절하며 함축성이 있고 우아 장중하니, 이는 참으로 글을 잘 짓는 선비이다.
```
그에 대한 몇 가지 사례로 선조 26년 11월 2일(1593)에 명으로 보내는 글이 중요하여, 제술 문관중 하나로 이정귀가 초계되었다.  『宣祖實錄』 권44, 26년 11월 2일 (壬子), 글 잘하는 사람들이 함께 의논해서 초계, 술작을 전담케 함으로써 사명을 중하게 하소서, 하니, 상이 따랐다. 초계한 제술 문관은 신광필, 이노, 정경세, 신흠, 황신, 이정귀, 이준, 안대진, 이춘영, 유몽인이다.
또한 선조 32년 10월 2일에는 이정귀의 관직이 어전통사로 나오는데,  『宣祖實錄』 권121, 33년 1월 5일 (庚戌),
중국어 실력도 뛰어났던 것으로 보인다. 이러한 이정귀의 이력은 대명외교에 있어서 꼭 필요한 존재로 부각되었으며, 명과 관련된 불미스러운 일이나, 각종 주본작업에 참여하였다. 그리고 재능이 빛을 발하던 것이 선조 31년(1598년)에 있었던 정응태 문제였다.
정응태가 조선의 실정을 모르고 멋대로 발언한 것이 문제가 되는데, 대략적인 내용은 훗날 조선이 반란을 일으키지 않으리란 보장이 없다고 지적하는 말을 하였다. 그 이유는 본인이 요동을 조자해보니 기름진 땅이라는 소문이 있는데, 조선이 왜노를 불러 군사를 일으켜 함께 천조를 침략함으로써 요하 동쪽을 탈취하여 고구려의 옛 지역을 회복하려 하였다고 임진왜란의 발생경위를 설명하였다. 조선이 이전부터 취해오던 일본과의 교린정책을 알지 못해 왜와 무역하고 쌀과 콩을 주고받으며, 웅천, 동래, 울산에 왜인들이 항상 거주하여, 사이가 좋아서 왜적을 동원해 옛 땅을 회복하려는 말이 거짓이 아님을 증명했다.  『宣祖實錄』 권102, 31년 7월 4일 (丁酉), ;  『宣祖實錄』 권104, 31년 9월 21일 (庚戌),

이에 이정귀가 정응태의 주본에 관한 주문을 만드는데, 정응태의 말이 잘못된 사리임을 판단하고, 신숙주 때부터 이어진 조선과 일본의 외교방식을 설명하고, 참으로 조선이 일본과 명을 치려한다면 7년간 전쟁을 할 이유가 없다는 것으로 논박하는 글을 만들었다.  『宣祖實錄』 권105, 31년 10월 21일(癸酉),
그리고 이항복과 같이 진주사로 파견되어, 중국 내부에서 조성된 조선에 대한 불신여론을 다시 바꾸고 오는데 성공한다.  『宣祖實錄』 권112, 32년 (윤)4월 13일(辛卯),
정응태 사건 이후 어전통사가 되어 대명외교에 있어 적임자가 되어 선조 32년 (윤)9월 26일에 광해군 세자책봉 주청사로 참여하기도 하였다.
광해군 즉위 후에도 외교정책에 참여했으나, 광해 5년 김제남 옥사에 연루되고,  『光海君日記[중초본]』 권66, 5년 5월 17일(甲戌),
광해 9년 11월 폐비 문제에 대한 상소를 논의할 때 예매한 입장을 보이는 것,  『光海君日記[중초본]』 권121, 9년 11월 25일 (甲戌),
정청하여 폐모론을 주창할 때 끝까지 정청에 참여하지 않으면서, 『光海君日記[중초본]』 권123, 10년 1월 4일(甲子),
대북세력들의 주요 목적이 되었다.
이정귀를 비롯한 정청에 참여하지 않은 인사들을 치죄해야 한다는 상소가 계속되었으나, 광해 10년 (윤)4월 15일 중국의 도사(都司)가 왜 사은사는 오지 않느냐며, 정응태 사건처럼 왜적과 소식이 있는 것이 아니냐고 다시 의심하였다. 『光海君日記[중초본]』 권127, 10년 (윤)4월 15일(癸酉),
그리고 광해 10년 (윤) 4월 23일에 강홍립을 도원수로 출병한 군대가 심하에서 패배하고 강홍립이 포로가 되었다. 『光海君日記[중초본]』 권138, 11년 3월 12일 (乙未),

이에 명나라는 조선에 대한 의심과 명분에 입각한 징병 논리가 더욱 강해졌다. 광해 10년 11월 10일 천추사 이흥주 등이 서광계와 장지발이 올린 주본의 내용을 보면 조선이 노추에게 고분고분하게 회답하고, 폐백이 서로 왕래하며 노추가 조선을 손아귀에 넣었다는 표현을 하였으며, 이러한 사정 때문에 노추가 마음 놓고 요동을 공격하고, 본국의 내지까지 위협받을 수 있다는 것이었다. 그리고 조선은 왜국에게 망한 나라를 살린 것이니, 조선의 힘을 쓰지 않으면 큰 실책이며, 문치로써 나약한 조선을 본인이 직접 찾아가, 감호하여 중국과 관계를 공고히하고, 노추와 생겨나는 관계를 막을 수 있다고 주장했다. 군사적인 부분에서는 조선을 강하게 하여 군사계책을 논의하고 차츰 전투와 수비를 할 수 있게 해야 한다고 덧붙였다.  
장지발은 지금 조선에서 1만을 징발해 직접 훈련시켜 사용해야 하는데, 노추가 조선을 위협하여 우호 관계를 맺으려 하고 있어 조선의 군신들이 두려움에 떨며 자신을 보전하기에 바쁘니 태연히 몰래 동맹을 맺을 가능성이 없지 않으며 그렇게 된다면 남쪽 바다까지 적들의 배가 들어올 것이라고 주장했다. 『光海君日記[중초본]』 권145, 11년 10월 3일 (壬子),
이러한 인식은 서광계나, 장지발의 경우가 특수한 것이 아니라 구경(九卿)이 회의하여 황상에게 올린 글도 이와 같다고 비변사가 회계하였다. 『光海君日記[중초본]』 권145, 11년 10월 3일 (壬子),
```

```
이들의 주장은 조선에 입장에서 처음에 보낸 원병의 수가 1만 이상이었는데, 『光海君日記[중초본]』 권130, 10년 7월 4일 (庚寅),  평안도 포수가 1천 명, 전라도 포수가 1천 명, 충청도 포수가 1천 명, 황해도 포수가 5백 명입니다. 사수(射手)는 3천 5백 명인데, 평안도 사수가 1천 5백 명, 전라도 사수가 5백 명, 충청도 사수가 5백 명, 황해도 사수가 1천 명입니다. 살수(殺手)는 3천 명인데, 평안도 살수가 1천 명, 전라도 살수가 1천 명, 충청도 살수가 5백 명, 황해도 살수가 5백 명입니다. 이상을 통틀어 1만 명입니다.
 그것을 다시 해야 하는 상황에 직면하고 명으로부터 파견되는 감호는 이전에 조선과 명의 관계에 있었던 균형을 깨질 수 있는 것이었다.
```

이때 이정귀는 폐모에 대한 처벌을 도성문 밖에서 기다리고 있었는데, 다시 복귀되어 사신으로 파견하게 되었다. 『光海君日記[중초본]』 권145, 11년 10월 3일 (壬子),
```
진주사로 복귀한 이정귀가 비밀로 올린 차자에는 지금이 상황이 안타깝고 분하지만 현재 중국에 만연하게 퍼진 조선에 대한 의심이 중국에 명신이라 불리는 서광계에 의해 조성되어 많은 대신들이 그 뜻을 같이하고 있어 장지발이나 서광계의 의견에 직접 부딪히는 것보다 완곡하게 표현하는 것이 중요하다며 핵심을 잡았고, 군사작전에서도 직접 참여보다 국경에 군사를 배치해 명과 함께 양면에서 대치하는 것이 노추로 하여금 섯부른 공격이 불가하게 만들 수 있다고 제안했다. 그에 따른 군량에 대한 계책도 세세하게 준비하였는데, 호남, 호서에서 군량미를 가지고 오는 것보다 요동 광영이 풍년이 잦은 지역이라는 것을 이용해 호남, 호서의 군량미를 팔고, 하사받은 은 1만 냥을 의주로 보내 중강에서 쌀을 사면 3~4배의 이익을 취할 수 있으며 운송걱정도 없다는 것이다. 그리고 무역을 허락 받기위해 위 계획을 말하면 중국 쪽에서도 노추에 대해 적극적인 자세로 인지해 당연히 무역도 가능할 것이라고 말하였다. 『光海君日記[중초본]』 권145, 11년 10월 13일 (壬戌),
이러한 대처가 있었기에 중국에 방문하여, 문제를 해결하고 황제의 졸기와 칙서를 가지고 돌아올 수 있었다. 이로써 서광계를 비롯한 그 일파의 관심을 돌릴 수 있게 되었다. 
```

## 바둑과 관련한 일화
특히 바둑을 좋아했는데 바둑을 두며 시를 쓴 좋은 일화가 전해진다. 하루는 월사가 친구와 바둑을 두고 있는데 어떤 중이 시를 받으러 왔다가 대국이 계속되자 돌아가지 않고 끝까지 기다렸다. 월사는 밤늦게야 바둑을 마치고 그 중에게 아래의 시를 써줬다.
사방이 툭 트인 바람 부는 처마 밑에
한낮이 더디 가네
귤 속의 진짜 즐거움은
바둑 한판뿐이라네
신선이 바둑 한판 두는 동안
인간세상에서는 도끼자루 썩는다는데
뜰아래 구경하는 스님아
그대는 누구인가?
坦腹風簷午景遲
橘中眞樂一枰棋
人間歲月柯應爛
庭下山僧爾是誰
- 坦腹: 배를 드러냈다는 뜻으로 중국 명필 왕희지의 고사에서 유래한 말. 여기서는 툭 트였다는 의미이다.

- 귤중락: 신선들이 귤 속에서 바둑을 뒀다는 ‘유괴록’의 고사에 유래한 말.

## 부인 권씨의 평가
부인 안동 권씨 역시 평생을 베옷만 입고 산 현숙한 여인이었다. 어느 날 정명공주(선조임금의 딸)의 집에서 신부를 맞아들이는데, 나라에서 공주의 집을 빛나게 하기 위해 모든 재상 부인들을 잔치에 참석하라는 명을 내렸다.
이에 재상집 부녀자들은 부귀를 과시하기 위해 화려한 복장에 값비싼 패물들을 차고 휘황찬란하게 잔치에 참석했다. 한데 이날 가장 뒤늦게 한 늙은 부인이 허술한 가마에서 내리는데 무명 베저고리에 무명치마를 입은 모습이 영락없는 농촌여인의 모습이었다.
여러 부녀자들은 그 노부인을 보고 “저런 촌 늙은이가 어찌하여 이런 자리에 나오나.”하고 의아해하며 업신여겼다.
그 늙은 부인이 뜰에 올라오자 정명공주는 버선발로 뛰어 내려가 부축하여 극진히 맞아들여 제일 상석에 앉히고 공손하게 대접하는 것이었다.
잔칫상이 들어온 후 그 늙은 부인이 맨 먼저 일어나 작별을 고하니 공주는 “해가 아직 멀었으니 더 노시다 가시지요.”하고 만류했다.
이에 부인이 대답했다. “저희 집 대감은 ‘약원도제조’로 새벽에 입궐하셨고, 큰 아들은 이조판서로 정원에 나가있고, 둘째아들은 승지로 임직하여 내일 아침에나 돌아올 것인즉, 늙은 제가 돌아가서 저녁식사를 차려 보내야 하므로 부득이 일찍 돌아가야겠습니다"라고 말했다.
이 말을 들은 여러 재상집 부녀자들이 비로소 그 늙은 부인이 월사의 부인임을 알고 자신들의 차림을 부끄럽게 생각했다.

## 이정구를 연기한 배우
- 임혁주 - 왕의 여자

## 가계
큰아들 이명한, 큰손자 이일상과 더불어 조선 최초의 3대 대제학이라는 문형의 길을 텃다. 이정구의 후손들은 조선 말기까지 당상관 이상의 벼슬을 무수히 배출한 명문가로 자리잡게 되었다.
- 아버지 : 이계(李啓)
- 어머니 : 현감(縣監) 광주(光州) 김표(金彪)의 딸
  - 부인 : 안동 권씨, 예조판서 권극지의 딸
    - 장남 : 이명한
    - 며느리 : 정부인 반남 박씨 - 박동량의 딸
      - 장손 : 이일상
      - 자부 : 전주 이씨 - 이성구의 딸
      - 손자 : 이가상(李嘉相)
      - 자부 : 안정 나씨 - 나만갑의 딸
      - 손자 : 이만상(李萬相)
      - 손자 : 이단상(李端相)
      - 손녀 : 서문상(徐文尙)의 처

    - 차남 : 이소한(李昭漢)
    - 장녀 : 홍영의 처
      - 외손자 : 홍주원
      - 외손자부 : 정명공주 - 선조와 인목왕후의 딸

    - 차녀 : 사인(士人) 정현원(鄭玄源)의 처

## 저서
- 《월사집》
- 《서연강의》
- 《대학강의》